# Valdeltormo (kommunhuvudort)
Valdeltormo är en kommunhuvudort i Spanien.   Den ligger i provinsen Provincia de Teruel och regionen Aragonien, i den östra delen av landet, 300 km öster om huvudstaden Madrid. Valdeltormo ligger 448 meter över havet och antalet invånare är 344.
Terrängen runt Valdeltormo är huvudsakligen platt, men söderut är den kuperad. Runt Valdeltormo är det glesbefolkat, med 11 invånare per kvadratkilometer. Närmaste större samhälle är Alcañiz, 19,5 km väster om Valdeltormo. Trakten runt Valdeltormo består till största delen av jordbruksmark.